# Анвар ел Садат
Анвар ел Садат (пуно име Мухамед Анвар Мухамед ел Садат, 25. децембар 1918 — 6. октобар 1981), египатски официр и председник државе. Током Другог светског рата Британци су га двапут затварали због контаката с Немцима и наводних покушаја атентата на пробритански оријентисане египатске политичаре. Садат је учествовао у војном удару којим је збачен краљ Фарук I, а током војне владавине обављао је низ дужности укључујући и место потпредседника земље од 1964. до 1966. и од 1969. до 1970. године. Након Насерове смрти 1970. именован је председником Египта. После пораза у рату 1967. године, Садат је убрзано опремио египатску војску, да би 1973. покренуо напад на Израел. Ризикујући погоршање односа с арапским земљама, Садат је у другој половини седамдесетих приближио Египат Израелу, што је резултовало Кемпдејвидским споразумом. Споразум је Садату заједно с израелским премијером Бегином 1978. године донео Нобелову награду за мир, но и изопштеност из арапског света. На Садата, оштро осуђиваног у арапском свету због нагодбе с Израелом, у октобру 1981. током војне параде у Каиру, извршен је атентат.

## Детињство и младост
Мохамед Анвар ел Садат рођен је 25. децембра 1918. године у месту Мит Абу ал-Кум у сиромашној породици, као једно од 13 деце. Његов отац био је Египћанин, а његова мајка кћи ослобођеног суданског роба који је живео у селу његовог оца у делти Нила, иако ово није потврђено ни у једном релевантном извору. Рано детињство провео је код баке, која му је причала приче о отпору британском колонијализму и савременој историји. Током детињства, утицај и дивљење код њега изазвале су четири личности. Прва је био Захран, наводни херој Деншавај инцидента, који је пружао отпор Британцима у фармерском устанку. Према предању, дошло је убиства британског војника, а Захран је био прва жртва колонијалне освете. Приче као Балада о Захрану упознале су Садата с египатским национализмом, којег ће заговарати до краја живота.
Други херој био му је Мустафа Кемал Ататурк, војсковођа и први председник Републике Турске. Садат се дивио његовој способности отклањања страних сила и бројним друштвеним реформама које је спровео. Дивио се и Махатми Гандију и његовој идеји о ненасилној борби против неправде. Исто тако, пошто је Египат био британска колонија, Садат се дивио Хитлеру и његовој војсци због способности да у кратком временском року постану стратешка претња Британији.
Године 1938. дипломирао је на Краљевској војној академији у Каиру и одмах се придружио војсци. У војску је ушао као други поручник те је стациониран у Судану (који је тада био део јединствене државе с Египтом). Тамо се упознао с Гамалом Абделом Насером и неколицином других официра с којима је основао тајну групу Слободни официри, чији је главни циљ било укидање британске контроле у Египту.
Током Другог светског рата био је затворен због покушаја да добије помоћ Сила осовине приликом укидања британске контроле. Дана 23. јула 1952. учествовао је у револуцији Слободних официра која је свргнула краља Фарука I и успоставила републику, на чијем је челу био Мухамад Нагиб, вођа Слободних официра. Садатов главни задатак била је објава успеха револуције египатском народу преко радија.

## Садат за време Насеровог мандата
Током мандата Гамала Абдела Насера, Садат је 1954. постао државни министар. Године 1959. постао је повереник Националне уније. У раздобљу од 1960. до 1968. био је председник Националне скупштине, а касније у два наврата и Насеров потпредседник те члан председничког већа 1964. године. Други потпредседнички мандат започео му је 1969. године.

## Садат као председник (1970—1981)
Садатов једанаестогодишњи мандат обележило је неколико важних догађаја међу којима се истичу Корективна револуција којом је консолидовао власт, раскид с дугогодишњим египатским савезником, Совјетским Савезом, Јомкипурски рат 1973, Споразум из Камп Дејвида с Израелом, отварање египатске економије (Инфитах) и, у завршници, атентат на њега 1981. године.

### Почеци
Садат је 1970. наследио Насера након његове смрти. Већ су тада владала уверења како ће Садатов мандат бити кратког века. Гледајући на њега као лутку бившег председника, Насерови људи у влади сматрали су како ће Садатом моћи врло лако да манипулишу. Ипак, Садат је изненадио све предузимањем низа одважних политичких потеза којима је консолидирао власт и одржао се на месту председника. Дана 15. маја 1971. Садат је прогласио Корективну револуцију којом је владу те политичке и сигурносне организације очистио од најгорљивијих Насерових присталица. Подстицао је стварање исламистичког покрета који је гушио Насер. Верујући да су исламисти друштвено конзервативни, дао им је „поприличну културолошку и идеолошку аутономију” у замену за политичку подршку.
Године 1971, током треће године Рата исцрпљивања у зони Суецког канала, Садат је у писму подржао мировне предлоге УН-овог преговарача Гунара Јаринга који су, изгледа, предлагали потпуни мир с Израелом уз услов да се поврати стање израелских предратних граница. Ови преговори су пропали с обзиром да услове нису прихватили ни Израел, ни Сједињене Америчке Државе.
Садат је вероватно закључио да је израелска воља за преговарањем директно повезана с тиме коликом претњом сматрају Египат, а она је, након Шестодневног рата 1967, била на рекордно ниским нивоима. Такође, Израел се највише бојао присутности совјетских трупа и опреме у Египту (која се тада мерила у хиљадама). Управо је због тог разлога Садат протерао све совјетске војне саветнике и започео припрему своје војске за нови војни сукоб с Израелом. Током овог раздобља, Египат је био у тешким економским приликама због пораза у Шестодневном рату, а однос са Совјетским Савезом слабио је због непоузданости и одбијања Садатових захтева за додатним војним особљем. Пошто Руси нису слали офанзивно оружје у јулу 1972. Садат је депортовао 20.000 совјетских војника.

### Јомкипурски рат 1973.
У договору са сиријским вођом Хафезом ал-Асадом, Садат је 6. октобра 1973. започео Јомкипурски рат, познат још и као Октобарски или Рамадански рат, изненадни напад на израелске војне снаге стациониране на Синајском полуострву и сиријској Голанској висоравни с циљем повратка територија које је Израел окупирао 6 година раније. Египатско-сиријски учинак у почетним фазама рата (Операција Бадр, позната и као прелазак Суеског канала) изненадио је како Израел тако и арапски свет. Најзначајнији успех био је египатски продор од 15 км у окупирано Синајско полуострво, након што су продрли и поприлично уништили Бар Левову линију. За ту се линију сматрало да је непробојна одбрамбена црта.
Како је рат напредовао, три дивизије израелске војске, које је предводио генерал Ариел Шарон прешле су Суецки канал у покушају окруживања Друге египатске армије, а када је то пропало, Треће. Подстакнути договором између Сједињених Држава и Совјетског Савеза, Уједињене нације изгласале су, 22. октобра 1973, резолуцију 338 која је захтевала тренутни престанак сукоба. Ипак, резолуција није испоштована. Алексеј Косигин, председник совјетског Већа министара, отказао је службену посету данском премијеру Анкеру Јергенсену како би отпутовао у Египат и уверио Садата да потпише мировни споразум. Током Косигиновог дводневног боравка у Египту непознато је јесу ли се Садат и он уопште срели. Армија Израела наставља с покушајима опкољавања египатске војске. То им је успело 25. октобра, 3 дана након договореног престанка ватре. Такав развој догађаја створио је огромне тензије, али је кооперативно наметнут прекид ватре 25. октобра успео да смири сукоб. По завршетку сукоба, израелска војска се налазила 40 km од Дамаска и 101 km од Каира.

## Почасти

### Стране почасти
- Малезија: Почасни Велики заповедник Реда бранилаца царства (1965)[15]
- Сједињене Државе: Конгресна златна медаља (2018)[16]